# Allophylus stenophyllus
Allophylus stenophyllus är en kinesträdsväxtart som beskrevs av Merrill. Allophylus stenophyllus ingår i släktet Allophylus och familjen kinesträdsväxter. Inga underarter finns listade i Catalogue of Life.